# Frank Perkins (Komponist)
Frank Perkins (vollständiger Name Frank Sutherland Perkins, Jr, * 21. April 1908 in Salem, Massachusetts; † 15. März 1988 in Los Angeles, Kalifornien) war ein US-amerikanischer Komponist und Dirigent, der auch im Bereich der Filmmusik tätig war.

## Leben
Perkins promovierte in Wirtschaft an der Brown University. Ab 1929 trat er als Komponist in Erscheinung. Ab Ende der 1930er Jahre war er für Warner Bros. tätig. Regelmäßig arbeitete er mit dem Liedtexter Mitchell Parish zusammen. Größere Bekanntheit bekam er durch das 1934 komponierte Lied Stars Fell on Alabama, dass zu einem Jazzstandard wurde.
Für seine Arbeit an Gypsy – Königin der Nacht war Perkins 1963 für den Oscar in der Kategorie Beste Filmmusik nominiert.

## Filmografie (Auswahl)
- 1948: Der Rächer von Texas (Panhandle) (Orchesterleitung)
- 1949: Herr der Unterwelt (The Crooked Way)
- 1950: The Daughter of Rosie O’Grady
- 1956: Glory
- 1959–1963: Hawaiian Eye (Fernsehserie)
- 1961: ... immer Punkt 7 (The Couch)
- 1962: Gypsy – Königin der Nacht (Gypsy)
- 1963: Im Paradies ist der Teufel los (Palm Springs Weekend)
- 1963: Meine geschiedene Frau Mary Mary (Mary, Mary)
- 1964: Der erstaunliche Mr. Limpet (The Incredible Mr. Limpet)